# Nationaal park Avon Valley
Nationaal park Avon Valley is een nationaal park, gelegen in het zuidwesten van Australië in de deelstaat West-Australië. Het ligt 47 kilometer ten noordoosten van Perth. Het nationaal park is opgericht in 1970 en wordt beheerd door het West-Australische Department of Parks and Wildlife. Het park dankt zijn naam aan de rivier Avon, die erdoorheen stroomt. Langs de zuidzijde van de rivier loopt de spoorlijn van de derde route van de Eastern Railway.

## Geografie

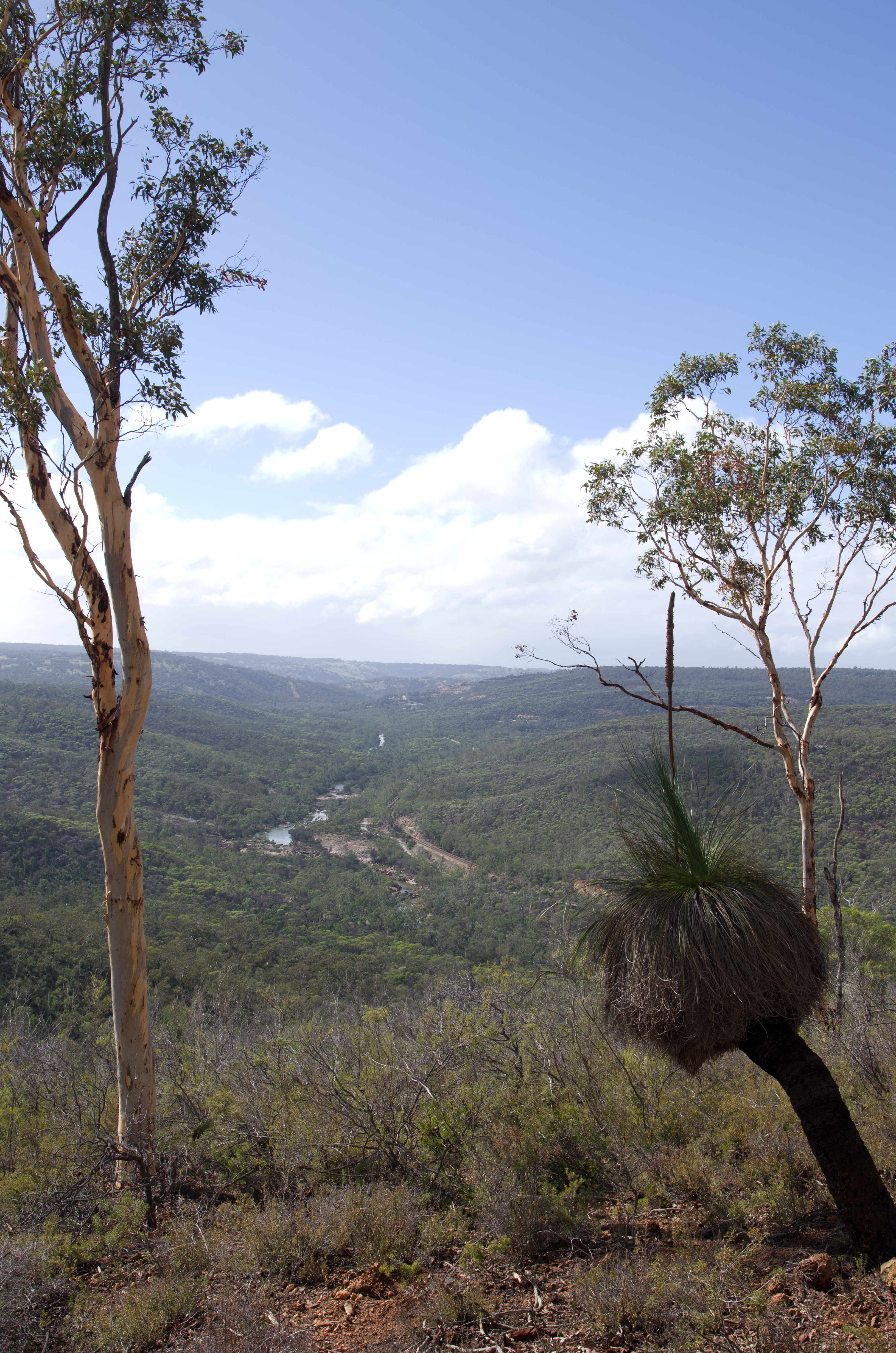
Uitzicht op het rivierdal

Het gebied bestaat uit een golvend plateau, met aan de zijden van het rivierdal steile hellingen. Vanaf de rivier zijn deze hellingen ongeveer 200 meter hoog. In het gebied bevinden zich granieten rotsformaties en er verschillende bodemtypes zoals leem, grind en lateritisch zand. Het riviertje de Avon is in de winter en lente een snelstromende rivier, terwijl in de zomer en herfst de stroming afneemt en de rivier verandert in verspreide waterpoelen tussen de granieten rotsblokken. Het riviertje stroomt in zuidelijke richting langs het nabijgelegen Nationaal park Walyunga om daarna vervolgens in de rivier de Swan uit te stromen.

## Flora en fauna
Het nationaal park bestaat voornamelijk uit bossen, waar de jarrah (Eucalyptus marginata), de marri (Corymbia calophylla) en de wandoo (Eucalyptus wandoo) de belangrijkste boomsoorten uitmaken. Het park vormt de noordgrens van het verspreidingsgebied van de jarrahbossen, die in het uiterste zuidwesten van Australië veelvuldig voorkomen. In de drogere bossen ten noorden van de Avon groeien wandoo's, terwijl de bossen ten zuiden van het zojuist genoemde riviertje overheerst worden door jarrah's.

### Flora
De wandoo groeit vooral op zware kleigronden, waarnaast ook de soort Eucalyptus accedens aangetroffen wordt. Kenmerkend voor de wandoo is de gladde stam met een witte kleur die in de herfst veranderd naar romig grijs. De bast van Eucalyptus accedens wordt oranje en is bedekt met een fijn poeder. De jarrah groeit op de hogere hellingen en bergkammen in ondiepe en goed gedraineerde bodems. De marri wordt aangetroffen op de lagere hellingen, waar de bodems dieper en vochtiger zijn. Direct langs de rivier groeien waterminnende soorten zoals de Eucalyptus rudis en de Melaleuca rhaphiophylla. Verder komen er verspreid in de bossen ook grasbomen en de soort Nuytsia floribunda voor. 
De bossen hebben over het algemeen een dunne ondergroei, die bestaat uit de heester Grevillea bipinnatifida, soorten uit het geslacht Melaleuca en Isopogon, balga's en zamia's. In de lente bloeien er in het park talrijke wilde planten zoals bepaalde Banksia-soorten (Banksia ser. Dryandra), orchideeënsoorten uit het geslacht Diuris en soorten uit het geslacht Lechenaultia. Andere voorkomende bloeiende planten zijn soorten uit de geslachten Conostylis en Thysanotus, waarvan de laatste zeldzaam zijn, zoals de soort Thysanotus anceps. Ook de verspreid liggende granieten rotsformaties dragen bij aan de plantendiversiteit in het park. Deze zijn begroeid met lage struiken, mossen en korstmossen, die zich in de rotsen vastklampen.

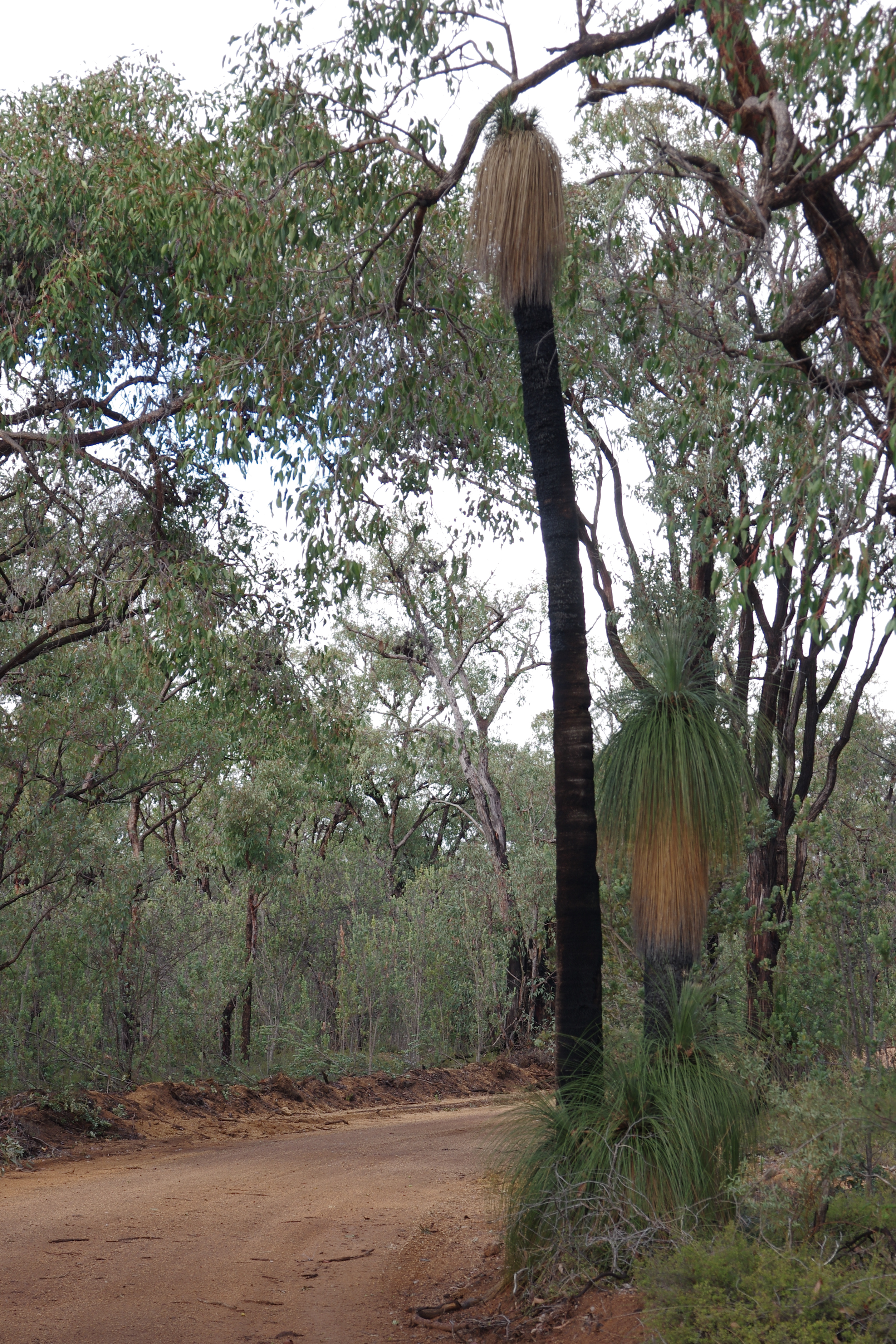
Xanthorrhoea drummondii (grasboom)
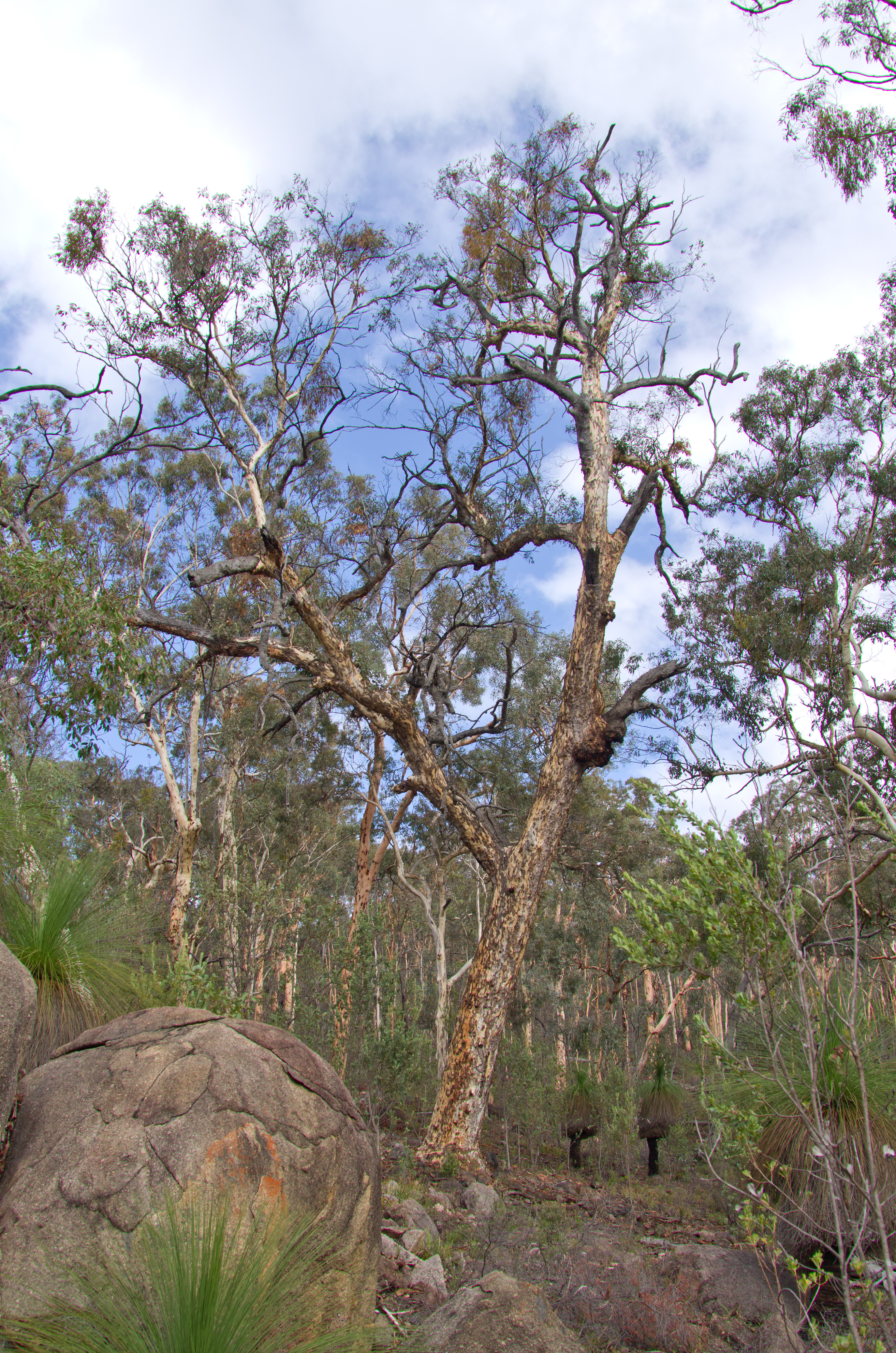
Eucalyptus accedens
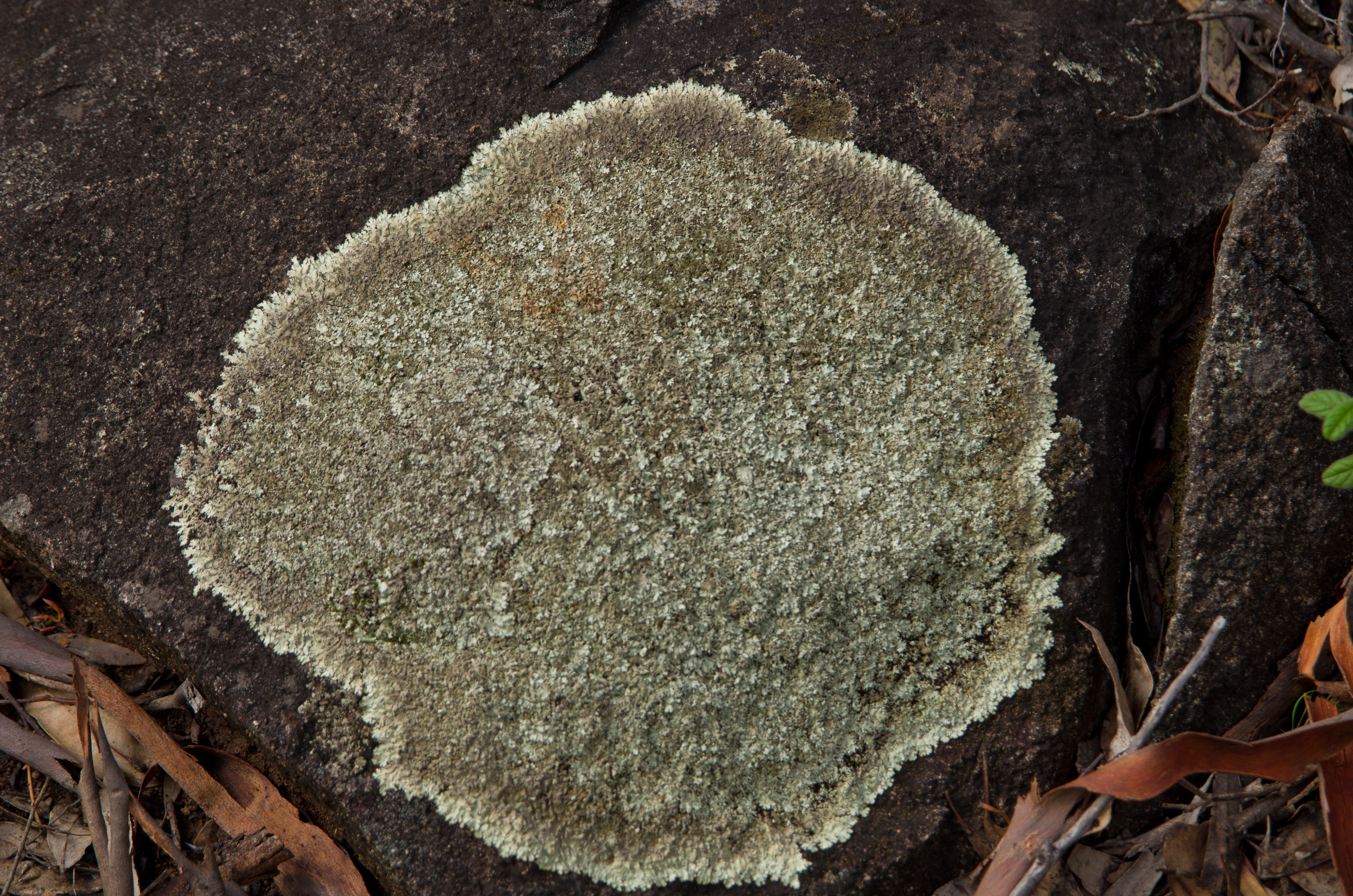
korstmossen op rotsen
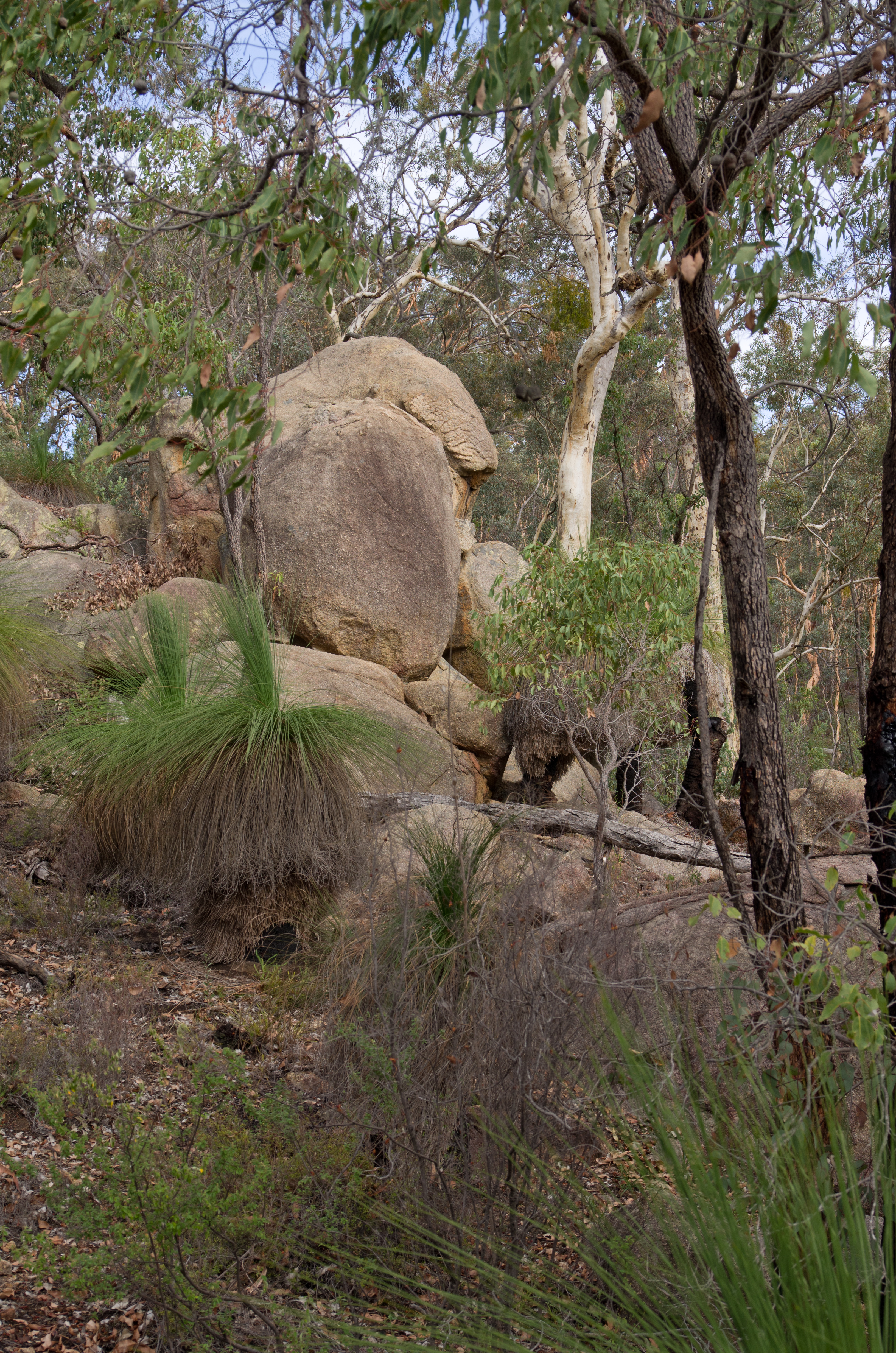
Rotsblokken en grasbomen

### Fauna
Belangrijke zoogdieren die in het park leven zijn mierenegels, grijze kangoeroes, wallaroes en zwartstaartbuidelmarters. Grijze kangoeroes verschuilen zich overdag in de dichte plantengroei en komen in de late middag en tijdens regenachtige dagen tevoorschijn om te grazen op open plekken in het bos. De wallaroe of bergkangoeroe komt leeft op de steile hellingen en de rotsachtige plekken in het gebied. In de buurt van rotsen komen ook reptielen voor zoals de pijnappelskink en hagedissensoorten uit het geslacht Ctenophorus. 
Verder zijn er meer dan 90 soorten vogels gesignaleerd in het park. Veel voorkomende vogelsoorten zijn grijze waaierstaarten, rosse kruipers, grijsborstvliegenvangers, gouden fluiters en verschillende soorten honingeters, zoals de roodlelhoningeter. In de lente komen er soorten om hier te broeden zoals de regenboogbijeneter en de heilige ijsvogel. Beide soorten vallen op door hun kenmerkende harde roep. Andere soorten komen af op de bloeiende wilde planten zoals de parkhoningeter. In de zomer komen veel kleinere vogels vanuit de hogere delen naar de lagere hellingen, om zich daar te goed te doen aan de vele insecten en planten. Verder komt ook de emoe voor in de beboste delen van het nationale park.
Alexander Morrison · 
Avon Valley · 
Badgingarra · 
Bandiln͟gan (Windjana Gorge) · 
Beelu · 
Boorabbin · 
Brockman · 
Cape Arid · 
Cape Le Grand · 
Cape Range · 
Cliff Spackman · 
Collier Range · 
Dan͟ggu · 
D'Entrecasteaux · 
Dimalurru (Tunnel Creek) · 
Drovers Cave · 
Drysdale River · 
Eucla · 
Fitzgerald River · 
Francois Peron · 
Frank Hann · 
Gloucester · 
Goldfields Woodlands · 
Goongarrie · 
Gooseberry Hill · 
Greater Beedelup · 
Greenmount · 
Hassell · 
Hidden Valley · 
John Forrest · 
Kalamunda · 
Kalbarri · 
Karijini · 
Karlamilyi · 
Kennedy Range · 
Lawley River · 
Leeuwin-Naturaliste · 
Lesmurdie Falls · 
Lesueur · 
Millstream-Chichester · 
Mitchell River · 
Moore River · 
Mount Augustus · 
Mount Frankland · 
Mount Roe-Mount Lindesay · 
Nambung · 
Neerabup · 
Peak Charles · 
Porongurup · 
Purnululu · 
Scott · 
Serpentine · 
Shannon · 
Sir James Mitchell · 
Stirling Range · 
Stokes · 
Tathra · 
Torndirrup · 
Tuart Forest · 
Unnamed (Nr. 17519) · 
Unnamed (Nr. 46400) · 
Walpole-Nornalup · 
Walyunga · 
Warren · 
Watheroo · 
Waychinicup · 
Wellington · 
West Cape Howe · 
William Bay · 
Wolfe Creek Meteorite Crater · 
Yalgorup · 
Yanchep
Overzicht Nationale parken in:
 Australië · New South Wales · Noordelijk Territorium · Queensland · Zuid-Australië · Tasmanië · Victoria · West-Australië